# Макарій III (патріарх Антіохійський)
Макарій III (араб. يوسف جوهانا مليتيوس مكاريوس زعيم, Юсеф Юханна Мелетій Макарій Заїм; 1600, Халеб, Сирія — 1672, Дамаск, Сирія) — церковний діяч XVII століття, Патріарх Антіохійської Православної церкви (1648—1667, за іншими даними — 1647—1672). Повний титул «Його Божественне Блаженство, Блаженніший Патріарх Великого Божого Граду Антіохії, Сирії, Аравії, Кілікії, Іверії, Месопотамії та усього Сходу». Батько мандрівника, письменника Павла Алеппського.

## Біографія
Син православного священика, араба з сирійського міста Халеб. При хрещенні отримав ім'я Мелетій та під цим іменем 27 жовтня 1635 року зійшов на трон Алеппської катедри. Одружився та у шлюбі мав дітей. По смерті дружини рукопокладений у священики, а потім висвячений на митрополита Верії. Висвячений на патріарха Антіохії 12 грудня 1647 року, під ім'ям Макарій III. Рідним сином Макарія був Павло Алеппський, котрий був архідияконом при рідному батькові та супроводжував його у поїздках.
При ньому пережили розквіт відносини з Московією. У 1652-1659 роках він здійснив тривалу подорож, під час якої відвідав Дунайські князівства, землі Війська Запорозького та Московію, де зустрічався з багатьма політичними та церковними діячами та вів перемовини про грошову допомогу для Антіохійської Церкви. Затримавшись у Москві через чуму, яка тоді лютувала у Коломні з серпня 1654 року по січень 1655 року, патріарх відправив службу в коломенських храмах та рукопоклав багатьох священників та дияконів. У цій подорожі був разом із сином Павлом, під час якої у 1654—1656 роках брав участь у Московських соборах 1655 та 1656 років, де прокляв двоперстя та анафема була прийнята помісним собором Московської церкви.
Під час цієї подорожі з Дамаску через Анатолію, Стамбул та Констанцу до Москви, двічі відвідав територію сучасної України. По дорозі до Москви — 21 (11) червня 1654 року — Рашків; 31 (21) червня 1654 року — Богуслав, де у богуславському замку його урочисто приймав Богдан Хмельницький, потім були Київ та 30 (20) липня 1654 року — Путивль, а на зворотному шляху — 22 (12) червня 1656 року — Путивль та Київ, 12 (2) серпня 1656 року — Чигирин, де у своїй резиденції урочисто його приймав Богдан Хмельницький; 25 (15) серпня 1656 року — Рашків. Цю подорож арабською мовою докладно описано Павлом Алеппським у книзі «Подорож антіохійського патріарха Макарія до Москви», яка стала одним із джерел історії церковного життя, географії та культури народів Східної Європи та Середземномор'я.
Під час другої подорожі 1666—1667 років Макарій III брав участь у засіданнях Великого Московського собору 1667 року, де анафема проти двоперстя та давніх московських чинів була повторена Макарієм III. Разом з іншими східними ієрархами сприяв усуненню канонічних порушень, пов'язаних зі статусом патріарха і був одним з головних ідеологів та учасників церковних реформ у Московській церкві середини XVII століття, а також брав участь у розробці принципів взаємовідносин між світською та духовною владою. Взяв участь у суді над патріархом Никоном, де засудив його діяльність та рішенням Собору за канонічні злочини патріарха Никона було позбавлено сану та як простого ченця заслано у Ферапонтів монастир. Тоді ж відбулися вибори нового патріарха Московського, ним 10 лютого 1667 року було обрано Йоасафа II.
Макарію Антіохійському разом з Патріархом Александрійським Паїсієм, котрий також брав участь у засіданнях Собору, вдалося нав'язати надзвичайно жорсткі по відношенню до російських старообрядців визначення, які фактично зробили незворотним розкол у Московській Церкві.
Макарій, як і його попередники антіохійські патріархи, був у близьких відносинах з Папою Римським, зокрема, у самій Антіохії безперешкодно відбувалися проповіді католицьких місіонерів. У 1662 році Макарій III відправив визнання свого таємного підпорядкування Риму, а наступного, 1663 року публічно привітав Папу Олександра VII як свого святого отця на обіді у французькому консульстві Дамаска.
1666 року Макарій знову поїхав до Москви на запрошення царя Олексія для відсторонення Нікона на Великому Московському Синоді. В 1672 році повернувся в Сирію. Не брав участі в Єрусалимському Синоді 1672 року. Помер (скоріш за все був отруєний) 12 червня 1672 року в Дамаску.

## Твори
Відомо 15 творів партріарха Макарія.